# Página de aterrizaje
En la mercadotecnia en internet, se denomina página de aterrizaje  a una página web a la que una persona llega tras pulsar en el enlace o botón en una guía, un portal o algún banner o anuncio de texto situado en otra página web, aplicación, red social, correo electrónico  o portal de internet. En la mayoría de los casos esta página web es una extensión del anuncio de promoción, donde se explica más detalladamente la oferta del producto o servicio que se está promocionando a través de una carta de ventas.[cita requerida]

## Optimización de la página de aterrizaje
También esta página suele estar optimizada para unas determinadas palabras clave, con el objetivo de conseguir que los buscadores la indexen correctamente y la muestren cuando el prospecto realiza una búsqueda introduciendo esas palabras clave. Así se pueden tener diferentes páginas de aterrizaje que promocionan el mismo producto, pero optimizadas para diferentes palabras clave, lo que maximiza las posibilidades de conseguir que más potenciales clientes lleguen hasta la página de oferta.
Algunas de las técnicas más utilizadas en la optimización de páginas de aterrizaje son:
- Minimizar la carga de la página: cuanto más lenta sea más posibilidades de abandono tendrá el prospecto
- Formularios: cuando el objetivo es conseguir registros resulta fundamental que en la página exista un formulario visible por parte del usuario. Este formulario deberá tener los campos imprescindibles para conseguir nuestro objetivo (cuantos más campos menor tasa de conversión).
- Evitar tasas de fuga: siempre que sea posible es aconsejable evitar que el prospecto pueda distraerse o posponer la decisión del registro (sobre todo en campañas de publicidad). Esto se puede conseguir ocultando números de teléfono, direcciones de correo electrónico o cualquier otra tasa de fuga.
- Llamadas de atención: es importante que usuario encuentre nada más entrar en la página lo que está buscando. El contenido fundamental debe estar presente en la parte superior de la página.
- Exceso de información: Es muy importante no excederse de información innecesaria ya que esto genera distracción y consume el tiempo de visita del usuario en información innecesaria.[cita requerida]

## Taxonomía de la página de aterrizaje
Este tipo de páginas también pueden ser llamadas de otras formas como: páginas de salto (jump pages, en inglés). Algunas personas suelen llamarlas splash pages, pero este último término identifica, en realidad, a las páginas de inicio o intro, habitualmente realizadas en Flash en forma llamativa que funcionan como peaje electrónico (cobro electrónico de peajes) antes de la carga total de contenido o con fines decorativos, persuasivos, etcétera. Recientes estudios de autores como Jakob Nielsen descalifican el uso de splash pages, ya que los usuarios tienden a sortearlas o abandonar el sitio, si la presentación es deficiente en términos de las comunicaciones, o demasiado extensa para su carga y visualización. También otro nombre común es el de landing pages.[cita requerida]

## Otras utilidades
Prueba de campañas: Las páginas de aterrizaje también las utilizan mucho los ejecutivos de mercadotecnia para medir el desempeño de las campañas de promoción, antes de lanzarlas al mercado. Así se preparan diferentes anuncios y diferentes páginas de aterrizaje y se lanza una campaña de promoción a diferentes grupos de consumidores o prospectos, llevando a cada grupo a una página de aterrizaje diferente para comprobar la conversión a ventas de cada una de ellas. Luego la que mejor medida de desempeño consigue es la que se lanza en la promoción a gran escala.
Según afirma Anne Holland en MarketingSherpa.com, «el 60 % de los profesionales del e-mail marketing encuestados prefieren testar sus campañas de marketing utilizando el método split tests A/B sobre las landing pages».